# Манивци (клуб)
Турклуб Манивци (укр. Туристсько-спортивний клуб «Манівці») — львовский туристический клуб, работающий на принципах социального предпринимательства. Проводит выездные корпоративы и тимбилдинги, бесплатные занятия для детей и подростков по дзюдо, акробатике, водным видам спорта, скалолазанию, паркуру и танцам, также аква-квесты с элементами альпинизма и сплава.
Является одним из ведущих туристических операторов Украины в сфере приключенческого и спелеотуризма. Основатель клуба Тарас Билошицкий выступает за охрану природной среды в Карпатах и против бездумного развития малой гидроэнергетики на карпатских реках.
Ежегодно клуб проводит во Львове городской фестиваль активного туризма и досуга.    

## История
Туристический клуб был создан в конце 1990-х годов при Львовском институте физической культуры с целью проведения пеших туров в Карпаты и экспедиций в пещеру Оптимистическая. В декабре 2003 года турклуб «Манівці» был официально зарегистрирован как общественная организация, его костяк составили студенты кафедры реабилитации и туризма Львовского инфиза. С 2005 года турклуб стал проводить масштабные выездные корпоративные мероприятия (сегодня клуб ежегодно организовывает отдых для приблизительно 1 тыс. человек). В 2008 — 2009 годах члены клуба очистили заброшенный водоём и организовали на его базе бесплатный тренировочный центр по водному туризму (занятия проводятся ежедневно в тёплое время года).
В 2010 году турклуб провёл первый фестиваль экстремального туризма и отдыха «Манівці», взявшись популяризировать здоровый и активный способ жизни (сегодня он ежегодно собирает около 800 участников и более 2 тыс. зрителей в различных дисциплинах — от гребли и альпинизма до велоспорта и исторических реконструкций). В 2011 году турклуб разработал идею первого на Украине бесплатного каяк-парка, которая победила в конкурсе проектов от Nescafé. На средства от главного приза турклуб закупил пластиковые каяки, на которых теперь тренируются все желающие. Доходы от основного бизнеса (организация туров речками, горами и пещерами, а также различных соревнований, фестивалей и тренировочных сборов) шли на социальные проекты, направленные, в первую очередь, на привлечение к активному туризму и спорту детей. 
В 2012 году турклуб получил президентский грант и начал реализацию проекта реабилитации и оздоровления детей из неблагополучных, малообеспеченных и многодетных семей «Каникулы на воде» (бесплатные туры и детские летние лагеря на реке Днестр). В том же 2012 году, благодаря поддержке сети спортивных магазинов «Команчеро», турклуб построил один из крупнейших скалодромов Украины, где в тёплое время года проводятся бесплатные занятия по скалолазанию для детей. В 2013—2014 годах турклуб открыл во Львове мультиспортивный зал для детей.. Также турклуб проводит различные мероприятия и шоу для поддержки благотворительных акций и сбора средств.